# Strach (film 1975)
Strach – polski film kryminalny z 1975 roku w reżyserii Antoniego Krauzego nakręcony na podstawie powieści Zbigniewa Safjana, który był też autorem scenariusza.

## Główne role
- Joanna Żółkowska – Agnieszka Pawełczyk
- Grzegorz Warchoł – Wojciech Wilak
- Henryk Bąk – naczelnik Aleksander Wata
- Izabella Olszewska – Alicja, matka Agnieszki
- Jerzy Trela – porucznik MO Węglewski
- Halina Gryglaszewska – Janina, żona Waty
- Tadeusz Szaniecki – prokurator Wiktor Grzybin
- Ryszard Kotys – Bogutek, kierowca
- Maciej Góraj – Krzemek, kierowca, kolega Bogutka
- Marian Cebulski – Troch
- Eugenia Horecka(inne języki) – szefowa
- Leszek Kubanek – sierżant MO Świdor
- Wiesław Kowalczyk – Lewandowski
- Roman Stankiewicz – Roman Pilarek, zastępca dyrektora Przedsiębiorstwa Budowlanego
- Halina Wyrodek – Danka
- Henryk Hunko – mężczyzna śpiący w hotelu robotniczym
- Wanda Kruszewska – kadrowa w Przedsiębiorstwie Budowlanym
- Józef Morgała – gość na dansingu w restauracji
- Jerzy Stuhr – robotnik w hotelu robotniczym
- Wiesław Wójcik – robotnik w hotelu robotniczym
- Krystyna Tkacz – piosenkarka w lokalu
- Zofia Czerwińska – kobieta w administracji przedsiębiorstwa; nie występuje w czołówce
- Ewa Dałkowska – kobieta tańcząca w lokalu; nie występuje w czołówce
- Juliusz Grabowski – dyrektor; nie występuje w czołówce
- Andrzej Mrozek – mężczyzna załatwiający ściankę działową u kierownika

Źródło: Filmpolski.pl.

## Nagrody
1975: MFF w San Sebastián – nagroda za debiut reżyserski.